# Контрреволюція
Контрреволюція — суспільний процес, протилежний революції, що являє собою реакцію поваленого класу на соціальну революцію, спрямований на реставрацію або збереження поваленого суспільного та державного ладу. Термін зародився у Франції доби Великої французької революції.